# Ponte delle torri
Le Ponte delle Torri (« Pont des tours ») est un pont aqueduc probablement d'origine romaine qui relie à Spolète le colle Sant'Elia et Monteluco.

## Histoire
Le  Ponte delle torri qui date  du XIIIe siècle est probablement érigé sur les restes d'une précédente structure romaine.
L'ancien pont avait une longueur d'environ 280 m et une hauteur de 80 m. Peu avant le finestrone, existait une niche destinée au surveillant de l'aqueduc. À une époque plus récente, quand la cité avait la cinta daziaria, la niche était utilisée par le « douanier » qui contrôlait les passants pour s'assurer qu'ils ne transportaient pas des produits assujettis à l'impôts.

## Description
Le pont actuel qui traverse le val entre le Colle Sant’Elia et Monteluco, est un aqueduc qui mesure 230 m de long sur 76 m de haut, réalisé en pierre calcaire locale, est soutenu par neuf pylônes reliés entre-eux par des arcades ogivales. Les deux centraux sont creux et comportent à l’intérieur des postes de garde. La structure a été probablement terminée avant la fin du XIIIe siècle afin d'assurer la fourniture d'eau à la ville par l'intermediaire du canal situé sur son sommet. Une seconde fonction, qui est encore en place, elle celle de relier le centre historique de Spolète et Monteluco, grâce à la présence d'un chemin sur le versant nord. Le pont au cours des siècles a attiré l'attention de nombreux voyageurs célèbres et figure parmi les monuments les plus pittoresques de la ville.

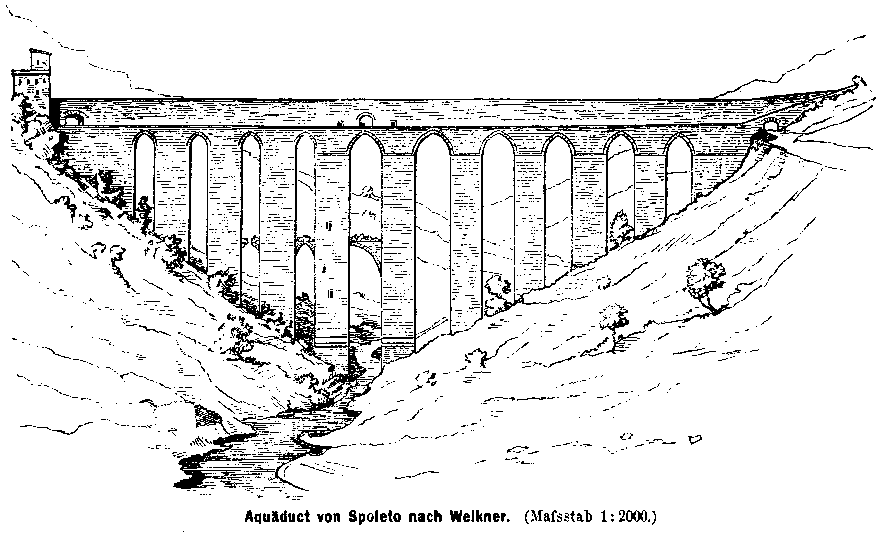
L'Aqueduc sur une gravure de 1881
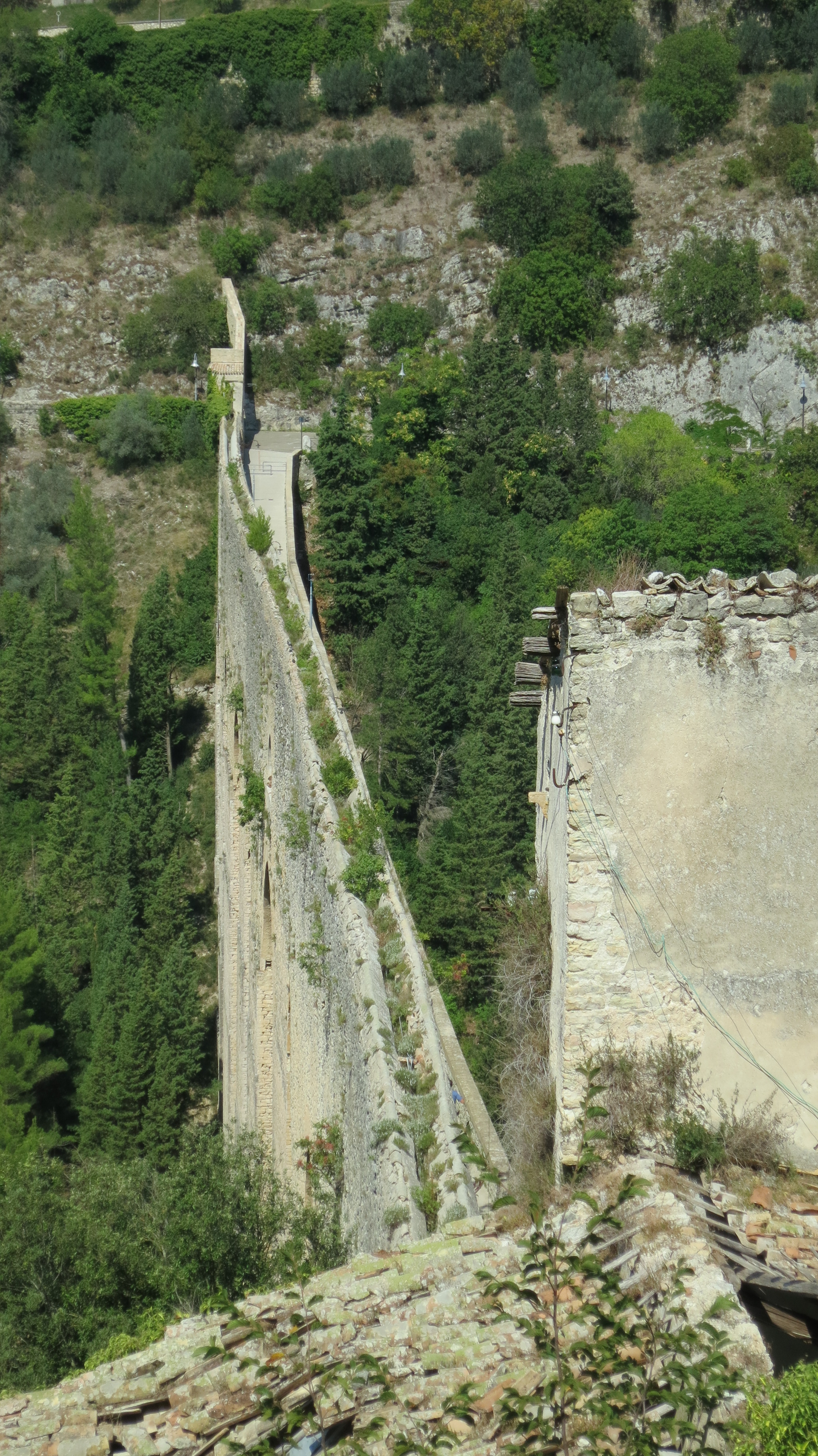
Vue du dessus (canal de l'aqueduc)
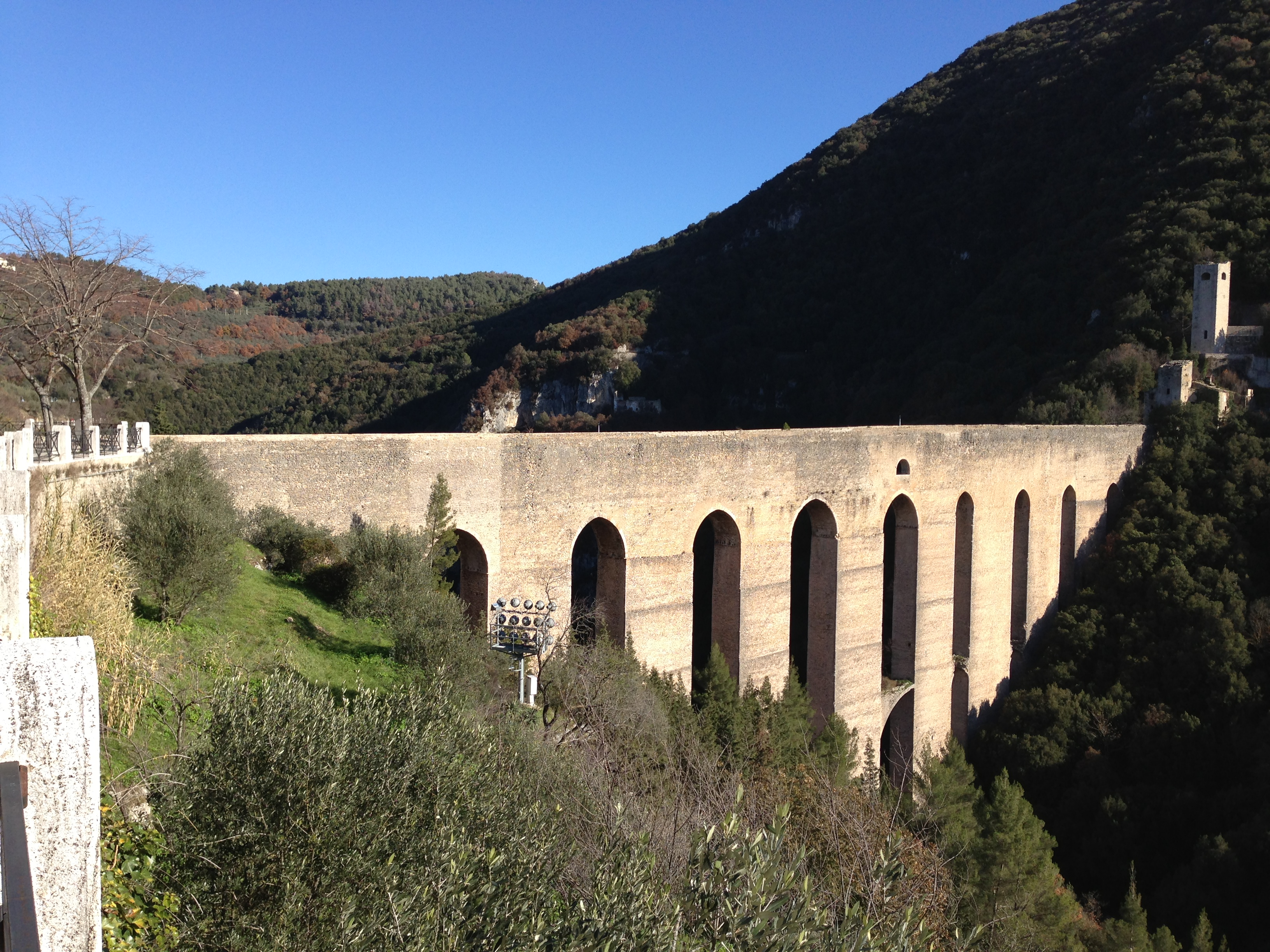
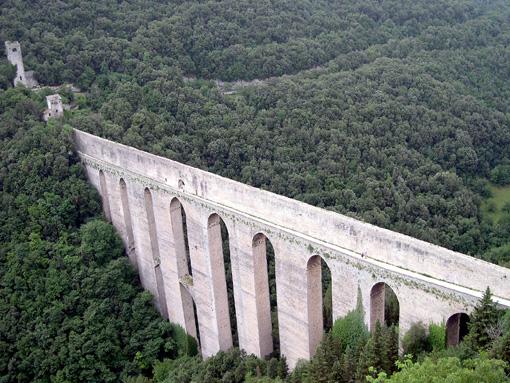
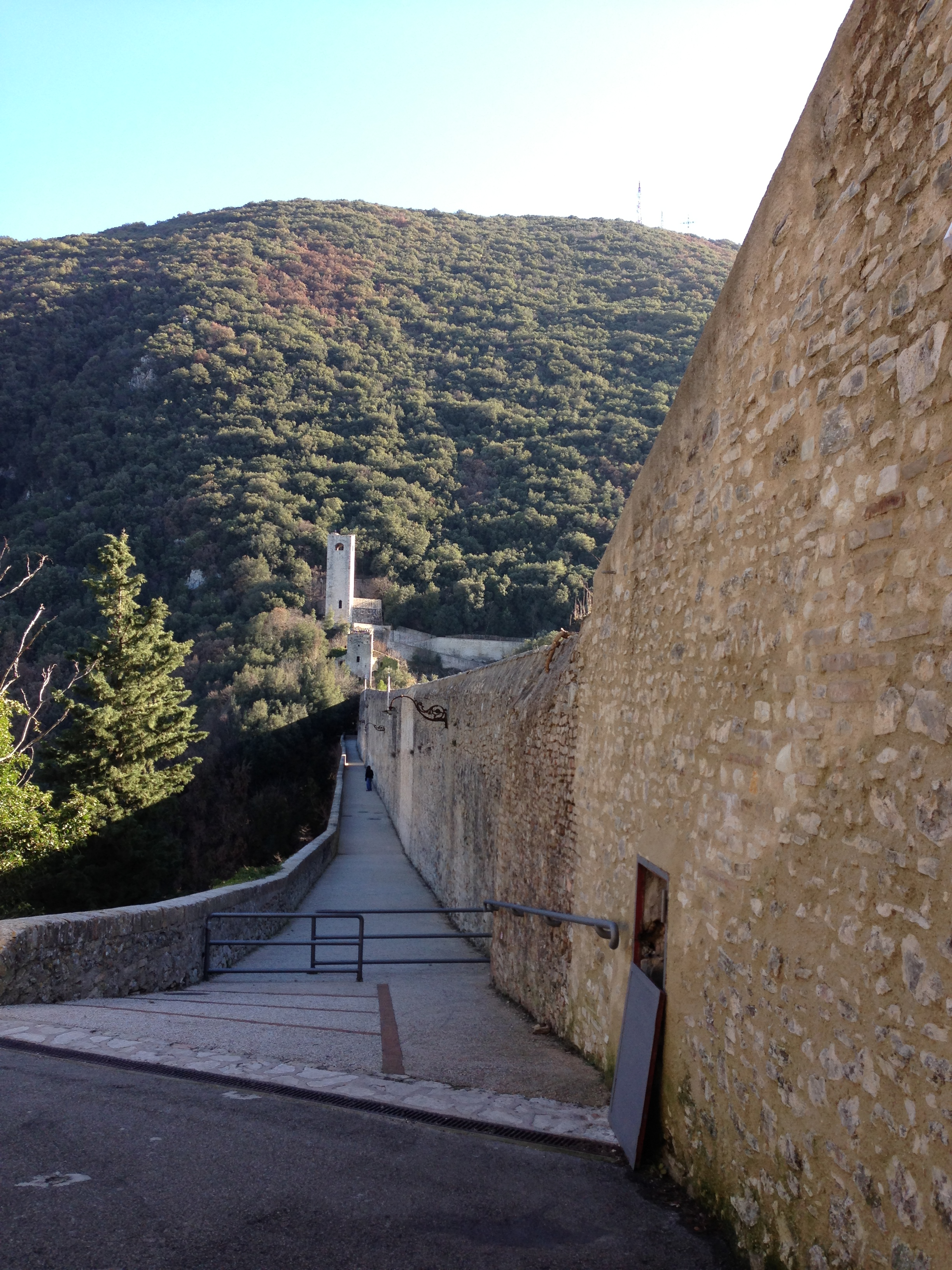
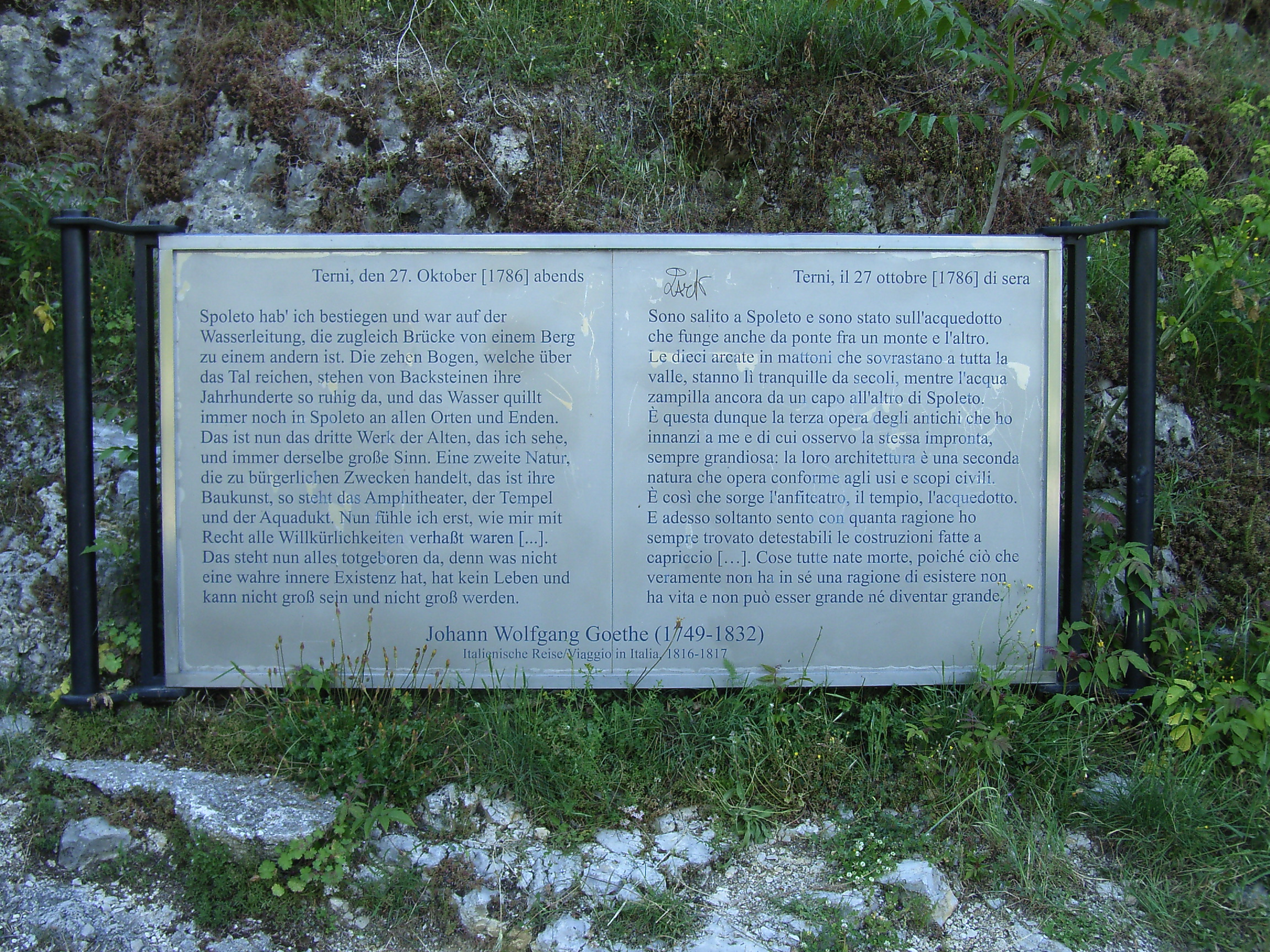
Stèle commémorative du passage de Goethe en octobre 1786

### Ponte Delle Torri dans l'art
- William Turner a peint Ponte delle torri vers 1840, Huile sur toile, Tate Britain[2]

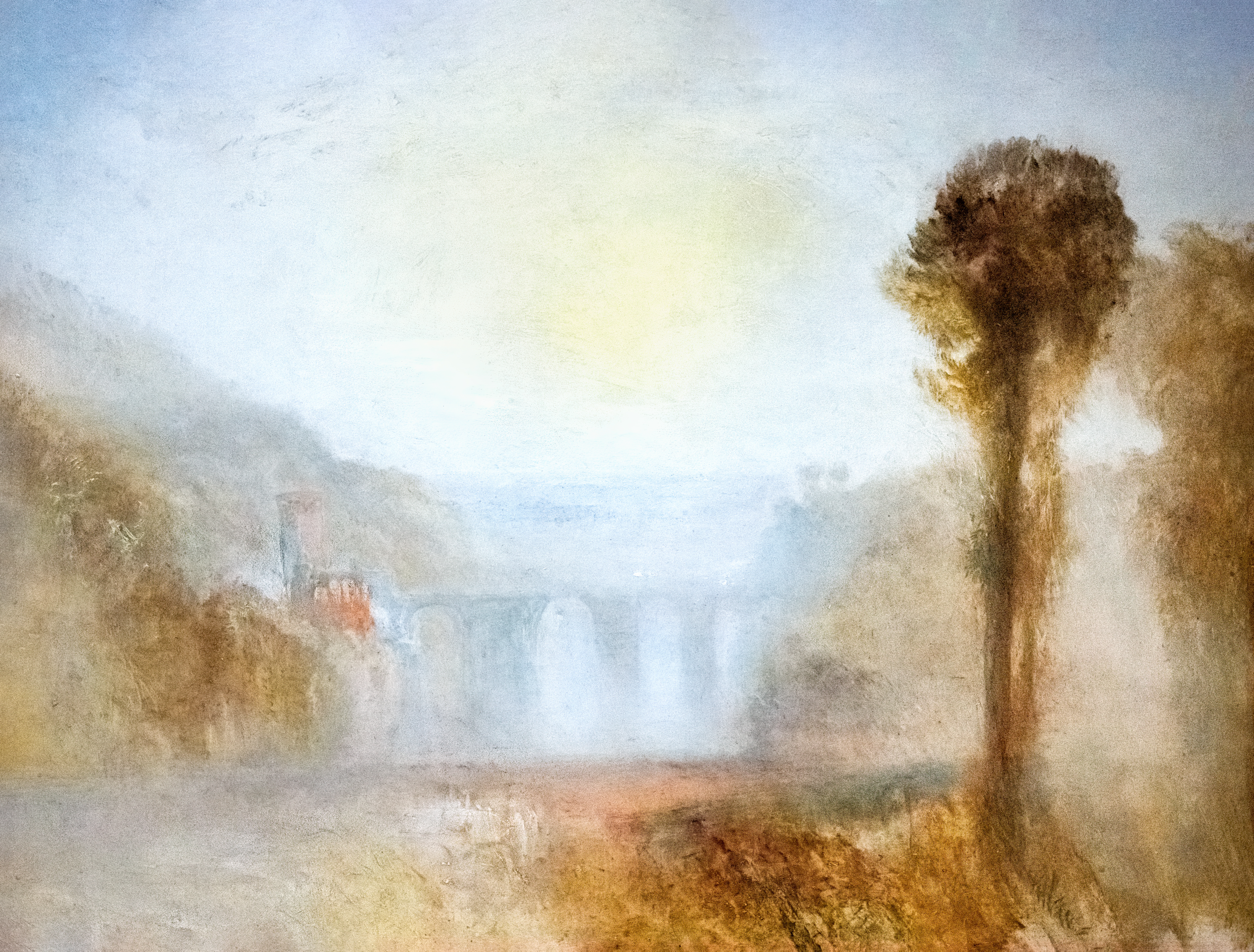
Ponte delle torri William Turner - Tate Britain